# Marília Rodrigues
Marília Rodrigues (Belo Horizonte, 1937 – Rio Acima, 2009) foi uma gravadora, desenhista e professora brasileira.

## Vida
Marília se formou na Escola de Belas Artes de Belo Horizonte, na qual teve aulas de desenho com Haroldo Mattos. Na década de 1950, ela passa a se interessar em gravuras após ver uma exposição do artista Hans Steiner e, com o apoio de Mattos, passa a estudar essa técnica. Mais tarde, em 1959, ela adquire uma bolsa pelo Museu de Arte Moderna do Rio de Janeiro (MAM Rio) para estudar gravura em metal no Ateliê de Gravura. Ela permanece no Ateliê por três anos, durante os quais é instruída por Edith Behring, Anna Letycia e Rossini Perez. Na mesma época, teve aulas com Oswaldo Goeldi na Escola Nacional de Belas Artes, que, após ver seus desenhos, a aceitou como aluna sem estar matriculada na escola.
Entre 1963 e 1965 ela passa a lecionar sobre gravura em metal na Escolinha de Arte do Brasil, e então na Universidade de Brasília até 1993, quando se aposenta. Ela também deu aulas na belo-horizontina Escola Guignard em 1983, e na Oficina de Gravura do Sesc Tijuca entre 1985 e 1986.

## Obra
Até o final da década de 1960, muitas de suas gravuras em metal retratavam as montanhas mineiras de maneira abstrata e intimista. A partir da década de 1970, ela passa a retratar frutos e animais em sua arte, mas mantendo o intimismo.